# Real Sala de Conciertos de Glasgow
La Real Sala de Conciertos de Glasgow (en inglés: Glasgow Royal Concert Hall) es un recinto artístico, en la ciudad de Glasgow, Escocia, en el Reino Unido. Es operado por Glasgow Life, un organismo del Ayuntamiento de Glasgow, que también dirige otras organizaciones locales. El Departamento de Cáterin es operado por Encore Hospitality. Planeado como la sala internacional de conciertos de Glasgow y construida a finales de los años 1980 con un diseño de John Leslie Martin, el edificio fue inaugurado oficialmente en octubre de 1990, después de lo que había sido un programa de construcción controvertido, plagado de problemas técnicos y financieros.